# Tilt Ya Head Back
Tilt Ya Head Back – piosenka R&B/hip-hop stworzona przez Cornella Haynesa Jr., Doriana Moore’a, Tegemolda Newtona i Curtisa Mayfielda na trzeci studyjny album Nelly’ego, Sweat (2006). Wyprodukowany przez Doe Mo’ Beats oraz nagrany z gościnnym udziałem wokalistki pop Christiny Aguilery, utwór wydany został jako drugi singel promujący krążek dnia 15 września 2004 roku.

## Informacje o utworze
Początkowo utwór miał powstać przy współudziale innej piosenkarki pop, Britney Spears. Wytwórnia Universal Records nie była pewna co do słuszności wydania „Tilt Ya Head Back” jako drugiego singla z albumu Sweat, sądząc, że nagrana z artystką formatu Christiny Aguilery piosenka może przyćmić zdolności samego rapera, oraz że przebojowość kompozycji wiązana będzie wyłącznie z gościnną obecnością piosenkarki. W związku z tym utwór nie spotkał się ze znaczną promocją medialną, początkowo będąc opublikowanym jedynie jako singel airplayowy. Ostatecznie piosenka okazała się hitem radiowym na całym świecie. „Tilt Ya Head Back” sampluje piosenkę „Superfly” z repertuaru Curtisa Mayfielda (1972). W utworze głos Aguilery opiera się na oktawach, od C5 do F5.
Spears nie pojawiła się na singlu, ponieważ nie zezwoliła na to jej wytwórnia Jive Records. Zarządcy studia sądzili, że brzmienie nagrania jest zbyt „miejskie” i nie pasuje do stylu reprezentowanego przez wokalistkę. Po latach materiał z sesji nagraniowych Nelly’ego i Spears został udostępniony. 22 marca 2016 singapurska rozgłośnia radiowa Gold 90.5 nadała krótki, 30-sekundowy fragment piosenki. Wówczas wyjawiono też, że poza Spears i Aguilerą jako wokalna partnerka Nelly’ego rozpatrywana była Janet Jackson.

## Wydanie singla
Początkowo singel opublikowano wyłącznie drogą radiową, w formacie airplay (później także na dyskach CD oraz w formatach 12” Winyl i digital download). Mimo to, wydawnictwo notowane było na kilkudziesięciu oficjalnych listach przebojów dookoła świata. Utwór odniósł umiarkowany sukces komercyjny, plasując się przede wszystkim na pozycjach w Top 30 światowych list przebojów. Bardziej spektakularne sukcesy Nelly i Aguilera odnotowali w Nowej Zelandii, na Filipinach, w Australii i Wielkiej Brytanii, gdzie „Tilt Ya Head Back” ulokowało się w Top 5 oficjalnych notowań (kolejno – pozycje #4, #4, #5 i #5). W Stanach Zjednoczonych, na liście Billboard Hot 100 singel dotarł do miejsca #58, co stanowiło jedną z najodleglejszych pozycji, jakie zanotował.

## Opinie
Dziennikarze The Village Voice wymienili „Tilt Ya Head Back” w rankingu najlepszych piosenek roku 2004.

## Teledysk
Wideoklip do utworu wyreżyserowany został przez Kanadyjczyka Juliena Christiana Lutza, znanego pod pseudonimem Little X. Zdjęcia powstawały w Los Angeles w Kalifornii. Klip utrzymany jest w stylistyce retro. Akcja klipu rozgrywa się w hotelu. Nelly, mężczyzna z wyższych sfer, wysiada z samochodu i kieruje się w stronę recepcji. W holu dostrzega Aguilerę, supergwiazdę przypominającą Marilyn Monroe, otoczoną przez natrętnych fotoreporterów. Gwiazda wchodzi po schodach na piętro budynku. Bohaterowie wymieniają spojrzenia i wkrótce kobieta odchodzi. Aguilera, śpiewając, jest następnie widoczna w szykownej sukience. Na jednej ze stron przeglądanej gazety zauważa artykuł poświęcony Nelly’emu. W kolejnym ujęciu Nelly rapuje swoje kwestie oraz ogląda Christinę na ekranie projekcyjnym, wkrótce potem obydwoje wykonują refren – wokalistka w garderobie, ubrana w niebieski strój, raper zaś we wnętrzu samochodu. Ostatnią zwrotkę Aguilera odśpiewuje samodzielnie podczas widowiskowego występu w sali bankietowej. Na miejscu pojawia się Nelly, który wchodzi na scenę i flirtuje z Aguilerą. Lubieżny występ przerywa policja, która usiłuje aresztować bohaterów. Tym jednak udaje się uciec. Teledysk kończy ujęcie pary odjeżdżającej autem Nelly’ego. Choreografię do wideoklipu stworzył Jeri Slaughter, pracujący z Aguilerą przy klipach do kolejnych singli z albumu Stripped (2002−2003). Na planie klipu Nelly podarował Aguilerze biżuterię wartą pięćdziesiąt pięć tysięcy dolarów; chciał w ten sposób zacieśnić z artystką więź. Media spekulowały z tego powodu na temat domniemanego związku uczuciowego obu wykonawców.

### Współtwórcy
- Reżyseria: Julien Christian Lutz, ps. Little X[5]
- Montaż: Dustin Robertson[6]
- Kostiumy, stylizacja: Carol Beadle[7]
- Choreografia: Jeri Slaughter
- Produkcja efektów specjalnych: Robert J. Yukich[8]
- Wytwórnia: HSI Productions[9]

## Promocja
W celach promocyjnych Nelly i Christina Aguilera wystąpili z utworem „Tilt Ya Head Back” podczas gali 2004 MTV Video Music Awards, pod koniec sierpnia 2004; był to jedyny wspólny występ obydwu, później artyści wykonywali piosenkę jedynie solowo.

## Nagrody i wyróżnienia
Amerykańskie stowarzyszenie Recording Industry Association of America (RIAA) oraz australijska organizacja Australian Recording Industry Association (ARIA) przyznały singlowi certyfikat złotej płyty.
W 2005 roku podczas ceremonii wręczenia nagród OVMA utwór uhonorowano laurem w kategorii najlepszy występ pop w wideoklipie.

## Pozycje na listach przebojów
| Notowanie (2004)                 | Najwyższa pozycja |
| -------------------------------- | ----------------- |
| Australian ARIA Top 50 Singles   | 5                 |
| Austrian Top 75 Singles          | 42                |
| Canadian Top 100 Singles         | 27                |
| Costa Rican Top Singles Chart    | 12                |
| Croatian Singles Chart           | 4                 |
| Danish Top 40 Singles            | 8                 |
| Dutch Top 40                     | 16                |
| German Top 100 Singles           | 27                |
| Greek Top 50 Singles             | 16                |
| Indonesian Top Singles Chart     | 12                |
| Irish Top 50 Singles             | 12                |
| New Zealand RIANZ Top 50 Singles | 4                 |
| Philippines Top Singles Chart    | 4                 |
| Polish Airplay Chart             | 43                |

| Notowanie (2004)                 | Najwyższa pozycja |
| -------------------------------- | ----------------- |
| Swiss Top 100 Singles            | 16                |
| U.S. Billboard Hot 100           | 58                |
| U.S. Billboard Top 40 Mainstream | 26                |
| U.S. Billboard Top 40 Tracks     | 28                |
| UK Official Top 75 Singles       | 5                 |
| United World Chart               | 26                |

| Kraj      | Pozycja |
| --------- | ------- |
| Australia | 86      |
| Irlandia  | 92      |